# De drie mannetjes in het bos

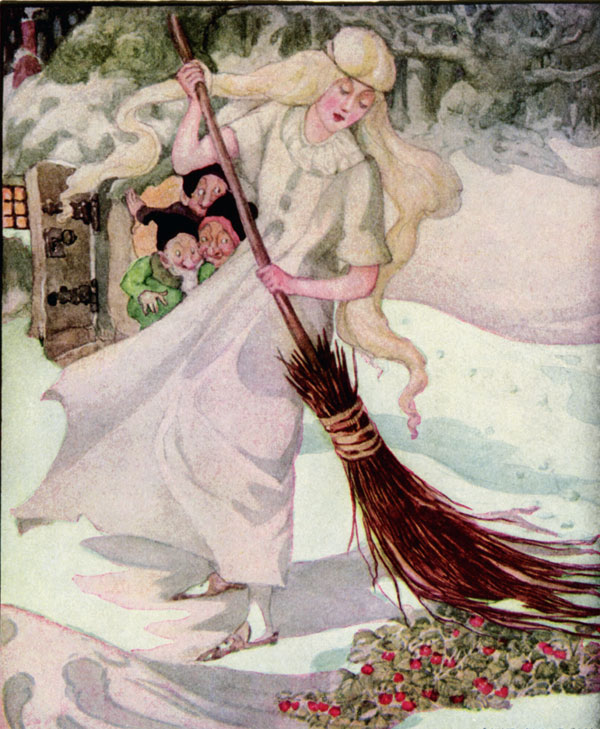

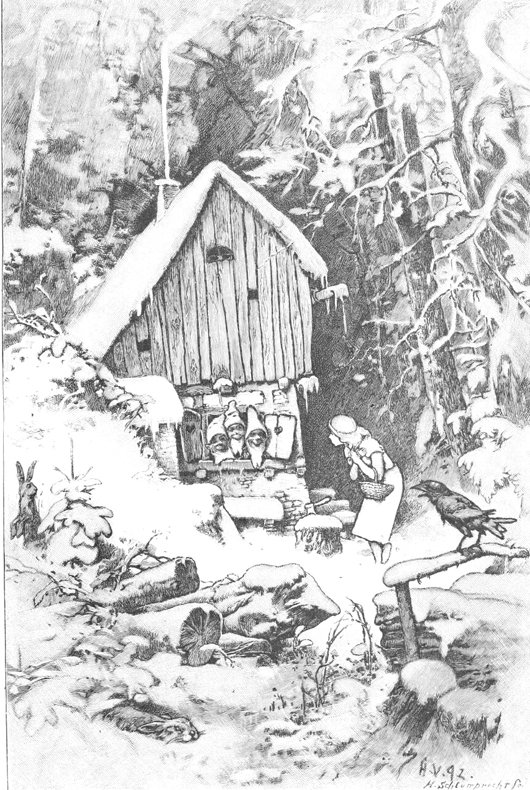

De drie mannetjes in het bos is een sprookje uit Kinder- und Hausmärchen, de verzameling van de gebroeders Grimm, met als nummer KHM13. De oorspronkelijke naam is Die drei Männlein im Walde.

## Het verhaal
Er zijn twee meisjes, van de één is de moeder overleden en van de ander is de vader overleden. De moeder zegt de dochter van de man dat ze met haar vader wil trouwen, dan mag ze zich elke morgen met haar melk wassen en wijn drinken. Haar eigen dochter moet zich met water wassen en water drinken. De vader vraagt zich af wat hij moet doen, het huwelijk is een vreugde en een kwelling tegelijk. Hij laat zijn dochter zijn laars, met een gat in de zool, op zolder aan een grote spijker hangen waarna ze hem moet volgieten met water. Als het water in de laars blijft, zal hij opnieuw een vrouw nemen en anders niet. De laars blijft echter vol en hij gaat naar de weduwe en vraagt haar ten huwelijk.
De volgende ochtend kan de dochter van de man zich wassen met melk en heeft wijn om te drinken, de dochter van de vrouw krijgt water. De dag erna krijgen beide meisjes water en de daaropvolgende dag staat er melk en wijn klaar voor de dochter van de vrouw, terwijl er water klaarstaat voor de dochter van de man en zo blijft het. De vrouw wordt de aartsvijand van haar stiefdochter en is ook jaloers, omdat het een lieftallig en mooi meisje is terwijl haar eigen dochter weerzinwekkend is en lelijk bovendien. Ze maakt een papieren jurk voor haar stiefdochter en stuurt haar naar het bos om aardbeien te plukken. Het meisje vraagt zich af of er in de winter wel aardbeien groeien. Ze krijgt enkel een hard plakje brood en wordt dan de sneeuw in gestuurd.
Het meisje neemt een mandje mee en trekt de papieren jurk aan, in het bos ziet ze een klein huisje waarin drie aardmannetjes naar haar kijken. Ze groet hen en klopt bescheiden op de deur, waarna ze binnengelaten wordt en haar ontbijt kan opeten. De mannetjes vragen of ze ook iets mogen, en ze breekt het stukje brood doormidden en geeft hun de helft. De mannetjes vragen wat ze in een papieren jurk in de kou doet en geven het meisje een bezem waarmee ze de sneeuw kan wegvegen bij de achterdeur. Als het meisje buiten is, vragen de mannetjes zich af wat ze haar kunnen geven voor haar goede gedrag. Het eerste mannetje schenkt haar dat ze elke dag mooier wordt, de tweede dat er goudstukken uit haar mond vallen bij elk woord dat ze zegt en de derde schenkt haar dat een koning haar tot vrouw komt nemen.
Het meisje veegt de sneeuw weg met de bezem en vindt allemaal donkerrode aardbeien die rijp zijn. Ze geeft de mannetjes een hand en rent naar huis en als ze haar stiefmoeder een goedenavond wenst, valt er een goudstuk uit haar mond. Haar stiefzus is jaloers en wil ook het bos in, maar haar moeder is bang dat ze dood zal vriezen. Na lang aandringen maakt ze een bontjas voor haar dochter en geeft haar brood en koek mee voor onderweg. Het meisje komt bij het huisje en groet de mannetjes niet, ze stampt naar binnen en gaat bij de haard zitten om haar brood en koek op te eten. De mannetjes vragen haar of ze ook iets mogen eten, maar ze weigert en zegt dat ze zelf niet genoeg heeft. Ze krijgt een bezem maar weigert de sneeuw weg te vegen omdat ze geen dienstbode is en als ze beseft dat ze geen geschenk zal krijgen, gaat ze naar buiten.
De mannetjes vragen zich af wat ze het jaloerse meisje zullen geven en de eerste besluit haar elke dag lelijker te maken, de tweede zorgt ervoor dat er bij elk woord een pad uit haar mond springt en de derde schenkt haar een ellendige dood. Het meisje zoekt naar aardbeien en als ze niks vindt, gaat ze terug naar haar moeder. Als ze wil vertellen wat er is gebeurd, springt er een pad uit haar mond. De vrouw is boos en ziet dat haar stiefdochter elke dag mooier wordt, ze kookt garen in een ketel en hangt dit over de schouder van het arme meisje. Ze geeft ook een bijl en daarmee moet het meisje een wak slaan in de bevroren rivier om het garen te spoelen. Er komt een koets voorbij en de koning ziet het meisje, hij vraagt of ze met hem mee wil rijden. Op het paleis wordt bruiloft gevierd en na een jaar bevalt de koningin van een zoon.
De stiefmoeder gaat naar het paleis en doet alsof ze op kraamvisite komt, maar ze grijpt de koningin bij haar hoofd en smijt haar in de rivier. De lelijke dochter gaat in het bed liggen en trekt de deken over haar hoofd en als de koning binnenkomt, jaagt de stiefmoeder hem weg. De volgende dag wil hij met zijn vrouw spreken, maar bij elk woord springt er een pad uit haar mond. Die nacht ziet het koksmaatje een eend door de goot zwemmen die vraagt of de koning waakt of slaapt. Ook vraagt de eend wat de gasten doen en of haar kindje slaapt, waarna ze haar menselijke gedaante aanneemt en naar boven loopt om het kindje te drinken te geven. Dit gebeurt drie nachten lang, vervolgens zegt de eend dat het koksmaatje tegen de koning moet zeggen zijn zwaard te pakken en het driemaal over haar heen te zwaaien op de drempel.
Als de koning dit doet, verandert de eend in zijn mooie vrouw. Hij houdt haar verborgen in een kamertje tot de zondag aanbreekt waarop het kind gedoopt zal worden. Na de doop vraagt hij wat iemand verdient die een ander uit bed tilt en in het water smijt. De oude vrouw zegt dat diegene in een ton vol spijkers moet worden gestopt en zo van de berg in het water gerold moet worden. De koning zegt dat ze haar eigen oordeel heeft geveld en laat een ton halen. Hij stopt de vrouw en haar dochter hierin, waarna ze van de berg af worden gerold tot ze in het water vallen.

## Achtergronden bij het verhaal
- Het sprookje komt uit Hessen en is samengesteld uit twee sprookjes, waarvan één uit Zwehrn.
- Het verhaal is verwant met een oud Indisch verhaal, deze informatie gaven de gebroeders Grimm in hun "Anmerkungen".
- De mannetjes zijn holen- of wortelmannetjes (Haulemänchen) die diep in de aarde werken (denk ook aan een Würzelgnom), ze stelen kinderen (zie wisselkind).
- Het kleine, grijze of oude mannetje treedt vaak op als helper van de mens, maar kan ook boosaardig zijn. Denk ook aan een kabouter, dwerg, gnoom, trol of onderaardse geest. Zie hiervoor ook Het zingende botje (KHM28), De kabouters (KHM39), Repelsteeltje (KHM55), De bijenkoningin (KHM62), De gouden gans (KHM64), Het aardmanneke (KHM91), Het water des levens (KHM97), De geest in de fles (KHM99), De jood in de doornstruik (KHM110), Vogel Grijp (KHM165), Sterke Hans (KHM166) en De geschenken van het kleine volkje (KHM182).
- De moeder die in het begin sterft, komt ook voor in Assepoester (KHM21), Van de wachtelboom (KHM47), Sneeuwwitje (KHM53), Bontepels (KHM65) en Het klosje, de schietspoel en de naald (KHM188). Het staat symbool voor de eenzame weg die een mens door het leven moet gaan.
- De mens in de gedaante van een dier komt voor in De kikkerkoning (KHM1), De twaalf broeders (KHM9), Broertje en zusje (KHM11), De zeven raven (KHM25), De drie veren (KHM63), De gauwdief en zijn meester (KHM93), De groente-ezel (KHM122), De ijzeren kachel (KHM127), Het lammetje en het visje (KHM141), Sneeuwwitje en Rozerood (KHM161), Het boshuis (KHM169) en De kristallen bol (KHM197).
- Verwisseling van de ware en valse bruid komt voor in Broertje en zusje (KHM11), De ganzenhoedster (KHM89), De witte en de zwarte bruid (KHM135) en Jonkvrouw Maleen (KHM198).
- De gestorven moeder die uit het graf komt, komt voor in Broertje en zusje (KHM11), De witte en de zwarte bruid (KHM135) en Het lammetje en het visje (KHM141).
- Het sprookje heeft overeenkomsten met Vrouw Holle (KHM24) en De drie feeën van Perrault, ook hier krijgen meisjes een beloning voor hun gedrag.
- Vergelijk ook de kindersage De heilige Jozef in het bos (KHM201).
- Het bos kan staan voor het leven, waarin ieder zijn weg moet zoeken.
- Zie ook De aardmannetjes en De engelen van de seizoenen.